# Estadio Nacional George Odlum
El Estadio Nacional George Odlum (en inglés: George Odlum National Stadium ) es un estadio de fútbol con una capacidad estimada para 9000 espectadores, localizado en Vieux Fort, en la isla caribeña y nación de Santa Lucía. El estadio fue entregado al Gobierno y al pueblo de Santa Lucía, representado por el primer ministro Dr. Kenny Anthony, y el ministro de Educación, Desarrollo de Recursos Humanos, Juventud y Deportes, Mario Michel, en julio de 2002. Su construcción fue financiada por la República Popular de China. Se le dio su nombre actual en 2007. El estadio está situado en una amplia llanura en St. Urbain, al pie de Monte Beausejour en la comunidad del sur de Vieux Fort.